# Archie Camden
Archie Camden (* 9. März 1888 in Newark-on-Trent; † 18. Februar 1979 in Wheathampstead) war ein britischer Fagottist und Pädagoge.

## Leben
Camden studierte in Manchester. Seine Karriere begann 1906, als er dem Hallé-Orchester beitrat, in dem er 1914 Erster Fagottist wurde. 1933 wechselte er zum BBC Philharmonic, in dem er bis 1946 blieb, bis er in gleicher Position eine Tätigkeit im Royal Philharmonic Orchestra aufnahm. Camden war auch einer der ersten Fagottisten, der mit Tonaufnahmen zu experimentieren begann. Seine Aufzeichnung von Mozarts Fagottkonzert B-Dur (KV 191) ist auch heute noch populär.
Von 1914 bis 1933 lehrte er als Professor für Fagott am Royal Manchester College of Music, dem heutigen Royal Northern College of Music. Später unterrichtete er am Royal College of Music in London. Zu seinen Schülern zählt William Waterhouse.
1962 veröffentlichte Camden sein Buch Bassoon Technique (deutsch: „Fagott-Technik“).
1969 wurde ihm der britische Verdienstorden Order of the British Empire verliehen.

## Werke (Auswahl)
- Bassoon Technique. OUP, London 1975, ISBN 0-19-318606-3 (Nachdr. d. Ausg. London 1962).

| Personendaten    | Personendaten        |
| ---------------- | -------------------- |
| NAME             | Camden, Archie       |
| KURZBESCHREIBUNG | britischer Fagottist |
| GEBURTSDATUM     | 9. März 1888         |
| GEBURTSORT       | Newark-on-Trent      |
| STERBEDATUM      | 18. Februar 1979     |
| STERBEORT        | Wheathampstead       |